# Saint-André (Pyrénées-Orientales)
Saint-André (katalanisch Sant Andreu de Sureda) ist eine französische Gemeinde mit 3395 Einwohnern (Stand 1. Januar 2022) im Département Pyrénées-Orientales in der Region Okzitanien. Sie gehört zum Arrondissement Céret und zum Kanton La Côte Vermeille.

## Politik

### Bürgermeister
| Name           | Amtsdauer |
| -------------- | --------- |
| Joseph Bourrat | 1944–1945 |
| René Tasque    | 1945–1947 |
| Henri Bagnouls | 1947–1977 |
| Francis Manent | 1977–     |

### Gemeindepartnerschaft
Saint-André ist durch eine Gemeindepartnerschaft mit der deutschen Gemeinde Eichstetten am Kaiserstuhl in Baden-Württemberg verbunden.

## Bevölkerungsentwicklung
| Jahr      | 1962 | 1968 | 1975  | 1982  | 1990  | 1999  | 2006  | 2007  |
| --------- | ---- | ---- | ----- | ----- | ----- | ----- | ----- | ----- |
| Einwohner | 834  | 843  | 1.016 | 1.718 | 2.123 | 2.519 | 2.712 | 2.717 |

## Sehenswürdigkeiten
- Die Dreiapsidenkirche St-André-de-Sorède, einziges erhaltenes Bauwerk der Abtei Saint-André (10. Jahrhundert) ist ein Monument historique.

Saint-André
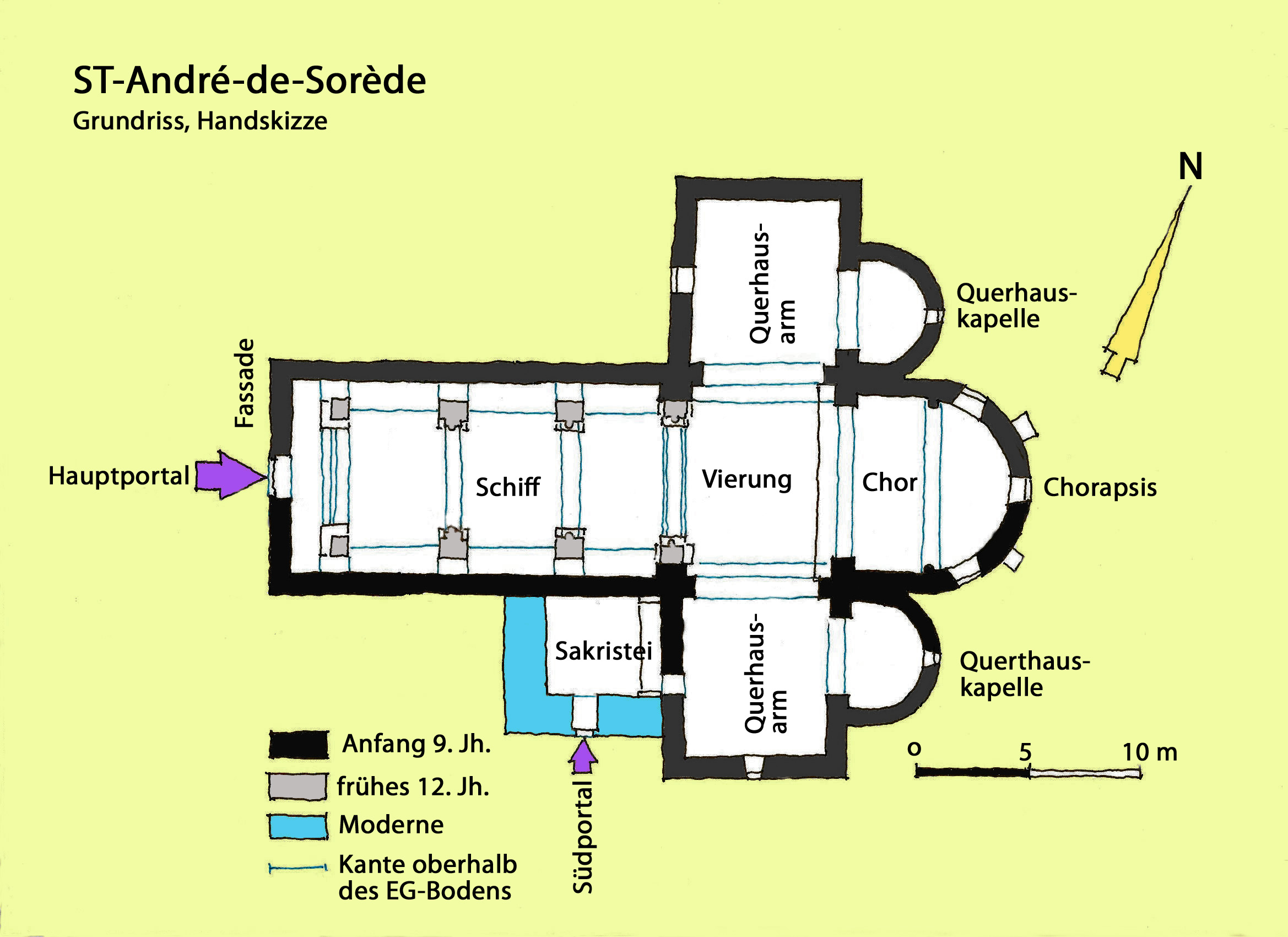
Grundriss, Handskizze
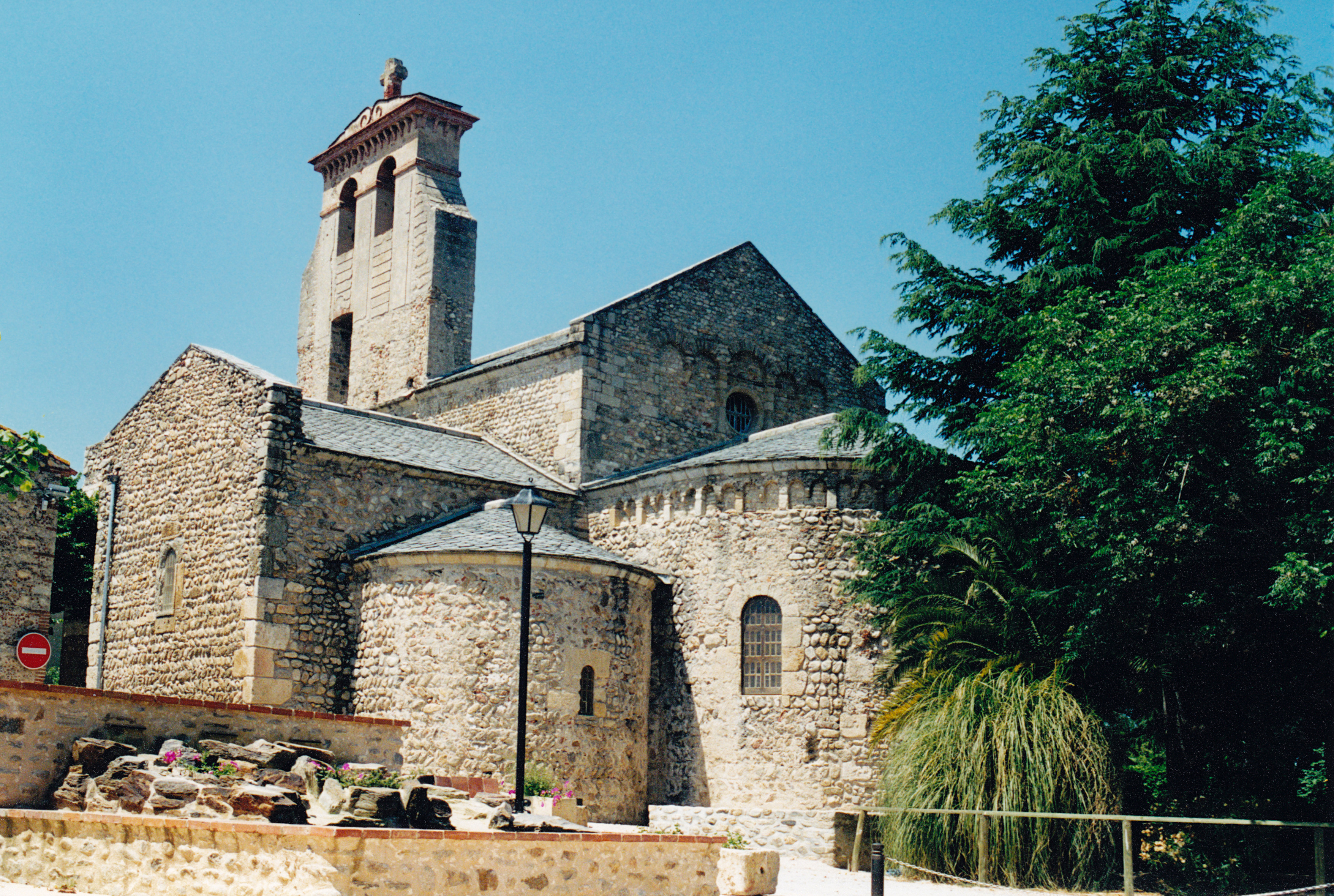
Chorhaupt von Südosten
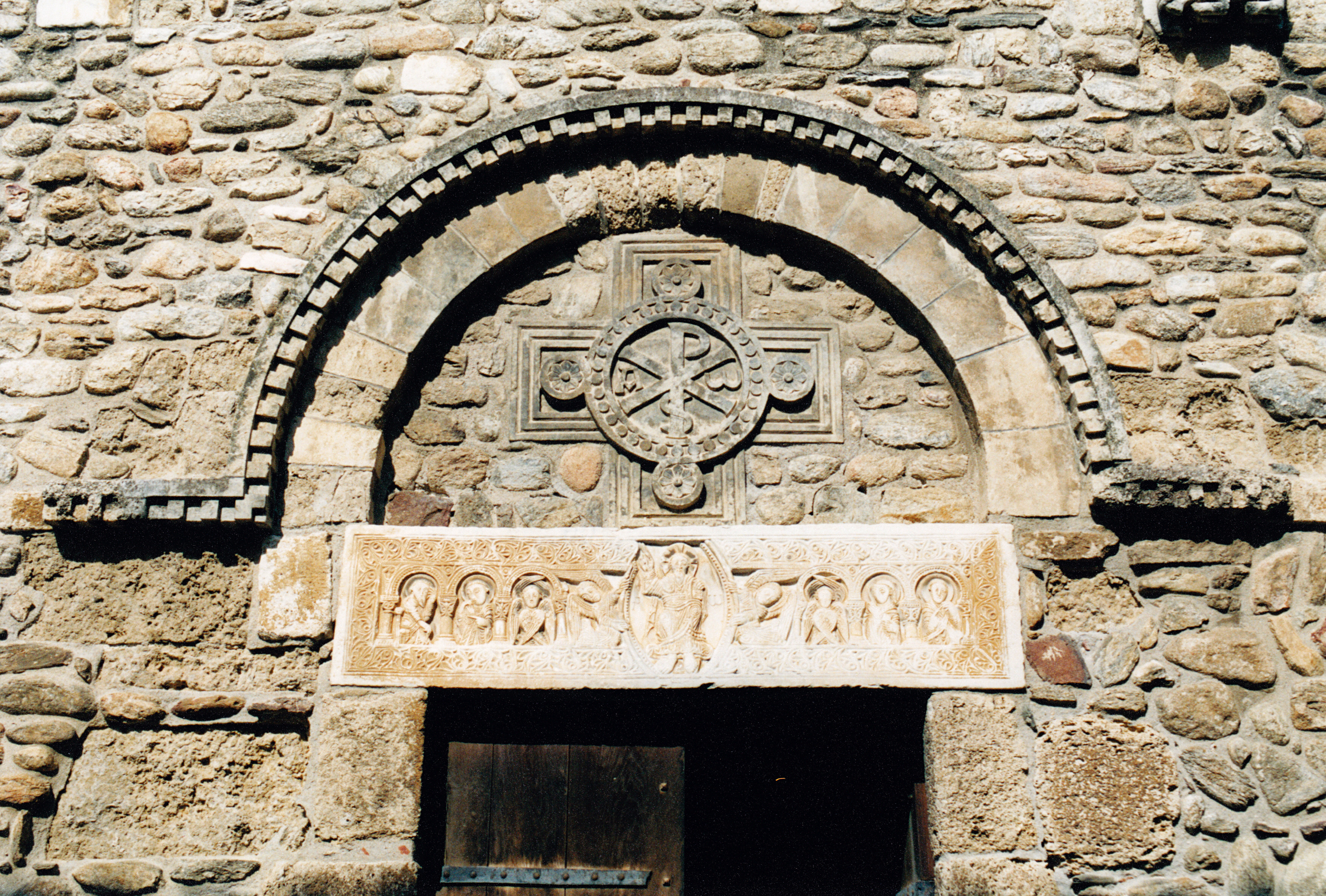
Türsturz und Tympanon
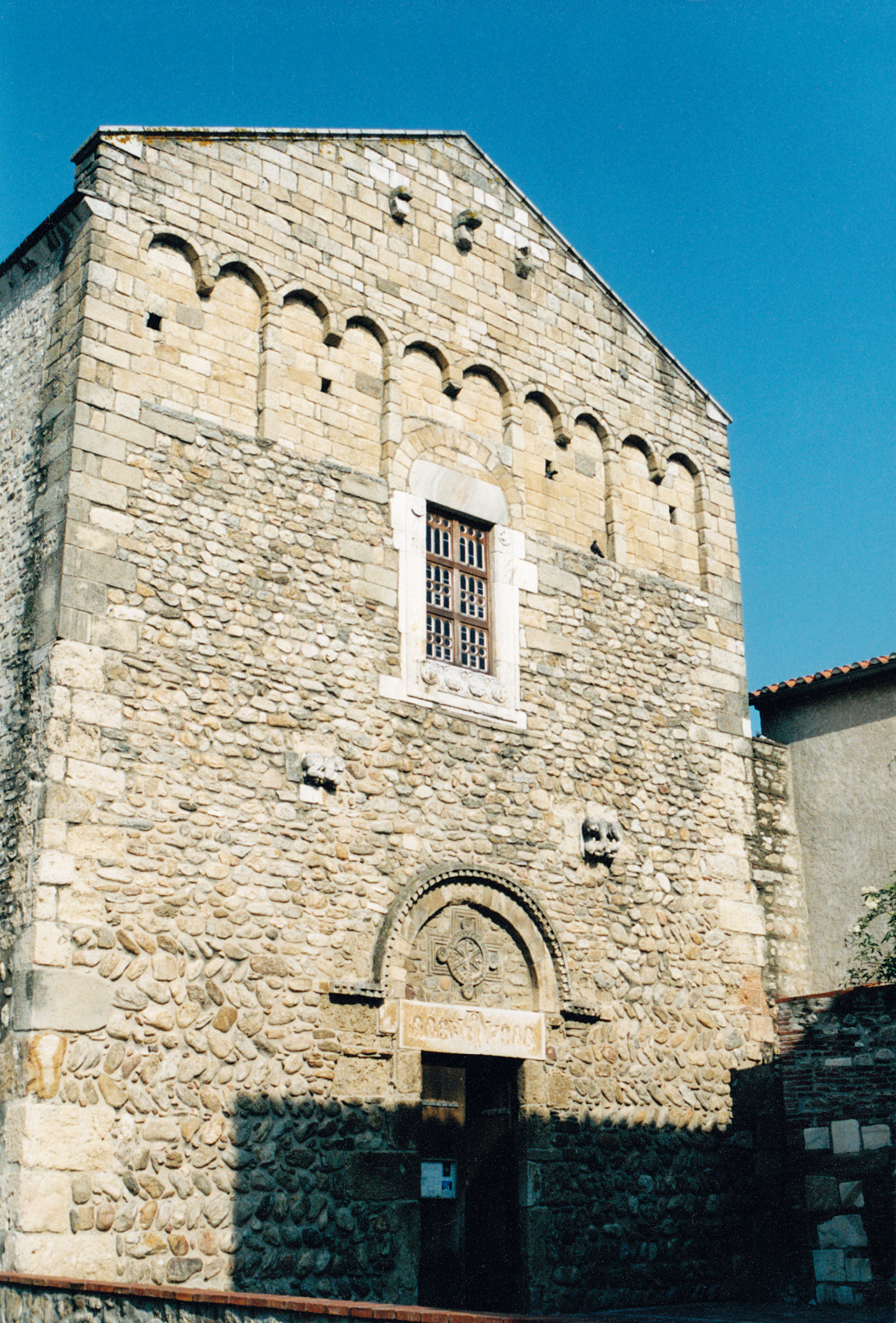
Fassade von Nordwesten
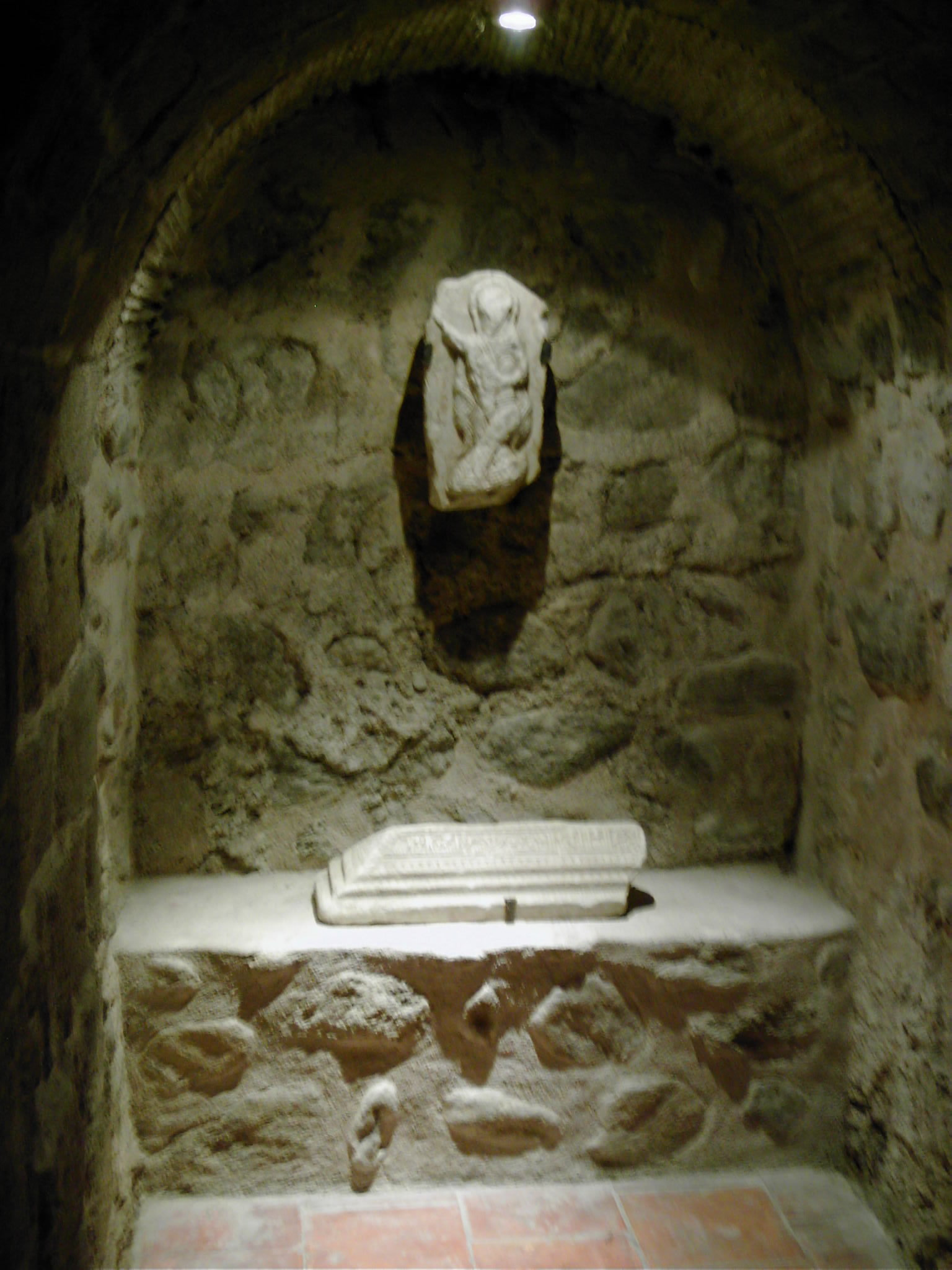
Islamischer Grabstein
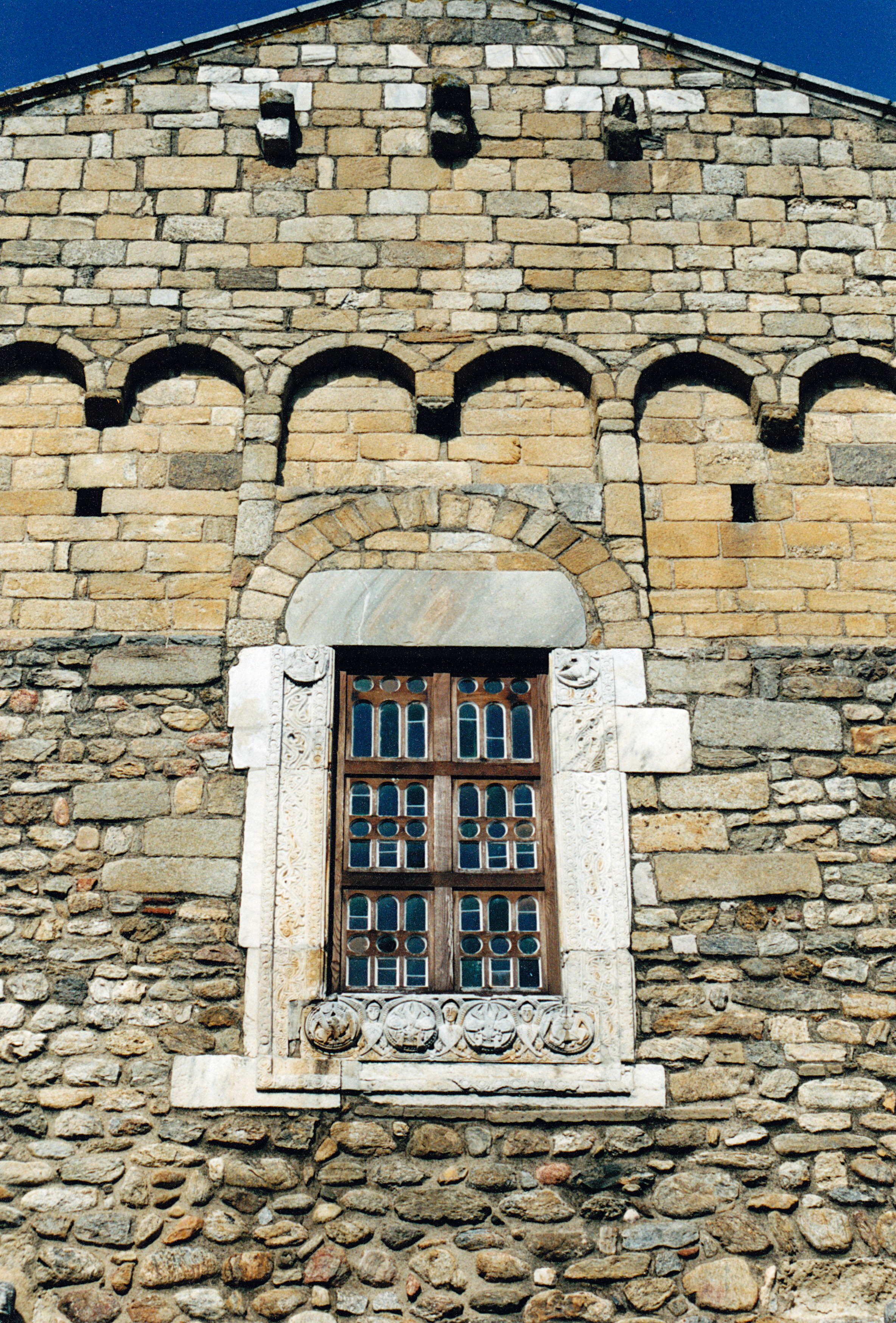
Fassadenfenster